# 神月かりん
神月 かりん（かんづき かりん）は、カプコンの対戦型格闘ゲーム『ストリートファイターZERO』シリーズを原作とした中平正彦の漫画『さくらがんばる!』（新声社『コミックゲーメスト』）およびゲーム『ストリートファイター』シリーズなどに登場する架空の人物。

## 概要
元は『さくらがんばる!』の主人公春日野さくらのライバルとして創作された漫画版独自のオリジナルキャラクターだったが、後にゲーム本編へこの設定が逆輸入され、漫画版とほぼ同じ設定で登場するようになった。
1998年に業務用で稼働した『ストリートファイターZERO3』（以下『ZERO3』）でプレイヤーキャラクターとしてゲームデビューする。後に『ストリートファイターV』（以下『ストV』）と『CAPCOM FIGHTING Jam』（以下『CFJ』）にも登場した。
『ストリートファイターIV』シリーズにはプレイヤーキャラクターとしては登場しないが、さくらのランダム勝利メッセージにて名前のみ登場する。
『ストV』のゼネラルストーリーでは名だたる格闘家たちと共にシャドルーとの最後の戦いに赴き、仲間たちを招集したり一族切っての情報収集能力で情報を掴むなど、中心的な役割を果たす。

### 他社とのクロスオーバー作品
『SNK VS. CAPCOM 激突カードファイターズ』全シリーズ（トレーディングカードゲーム版も含む）では、プレイヤーキャラクターカードとして登場。また『頂上決戦 最強ファイターズ SNK VS. CAPCOM』にはオリンピックモードのカプコン側のマネージャーとして登場した。
『NAMCO x CAPCOM』ではさくらとのペアユニットとして登場し、2人で協力して戦う。一般人では知りえないような様々な情報にも精通している説明役のような立場となっている。また、同作のキャラクター・小牟からは、その縦ロールの髪型を指して「ドリル姫」と言われたことがある。

## キャラクターの設定
世田谷区に居を構える神月財閥の令嬢。頭脳明晰、容姿端麗の上「万事において常に勝利者たるべし」という神月家の家訓に従い、あらゆる格闘技をマスター。その全てをあわせると16歳にして100段と8級にもなるという強者。しかし、「『世俗の暮らし』を観察する」との名目で通い始めた高校で、クラスメイトである春日野さくらとのストリートファイト（正確には体育館での果し合い）において人生初の敗北を喫し、以降一方的に彼女を宿命のライバルと見なしている（さくらは迷惑がっている模様）。その後、打倒さくらのため、彼女にストリートファイトの手引きをした火引弾に弟子入りした。
気位が高く誰に対しても高飛車勝つ尊大な態度で接するため周囲には傲岸不遜な人間と思われることが多いが、まったくの無情な人物というわけではなく、自分と対戦した相手に対してはよほどの悪人や弱者でもない限り素直に賞賛を贈ることも多い。特に自分が認めた相手であるさくらに対しては、陰ながら彼女の向かう道への援助もしている。また、リュウ、ケン、春麗、ダルシム、ザンギエフなどの知名度や実力を持つ格闘家に対しては純粋に尊敬し、敬意を払った態度を見せる一面もある。
漫画版の外伝『THE KANZUKI 〜万事において常に勝利者であるべし〜』では主人公を務める。神月流歩行術を駆使し高度1万フィート（約3,300m）を飛ぶ飛行機の機体表面に足をめり込ませて直立。そのままファイトを楽々こなし、その飛行機が爆破されて空中に放り出されても平然と着地。たまたま通りかかったさくらに優雅に挨拶するという、あらゆる意味で庶民とは違う所を見せた。
『ストV』では神月財閥の当主に就任。官邸で首相と食事をしたり、忍の里と交渉をするなど日本政府にも大きな関わりがあることが明確になった。またシャドルーの一件を経てケンたちと緊密なネットワークを構築しており、さくらに人生相談された際には後にリュウに連絡し向かわせている。
元シャドルー構成員のバーディーを『ストV』で食客として招いている。バーディーはかりんの無茶な命令に毎回文句は言うが、食事のために必ず命令を受け入れる。食前および食後の相手にすることが多く、ゲーム内の勝利コメントでは「いつまで寝ていますの？今日のノルマはあと999戦ですわよ」と言われている。また、強い格闘家の場所へかりんが出向く際には執事の柴崎に加えてバーディーとともに行動することが多くなった。
神月家は、神月流社会術奥義である相手を見下す冷たい視線「蔑みの目」を養うために“宇宙から地球を見下ろす”という修行を取り入れていたり（漫画版）、月面に建てた別荘でティータイムを楽しんだり（『CFJ』）、シャドルー基地を壊滅させるほどの威力を持つレーザー衛星「まんじゅしゃげ」を所有していたり（『ZERO3』）、「神月スペースコロニー計画」（『ストV』）を遂行中など、同じく富豪のマスターズ家と比べ極端な描写がなされている。

### ゲームでの設定
漫画では合気道、柔術などのありとあらゆる武術を合計100段と8級修めているが、ゲーム中ではそれらを統合して編み出した「神月流格闘術」という架空の武術を使用する。
また、さくらと同じセーラー服（ただしオーダーメイドの特注品）を着用しているが、ゲームではその色が上下とも赤一色になっている。これはさくらを白、かりんを赤にすることでリュウとケンの関係に見立てるという開発者の狙いがあった（かりんはこの制服を全部で257着所有している）。
『ZERO3』でのかりんのブーツはイギリス軍情報部特殊工作部隊と同じもの。
『CFJ』でデミトリにミッドナイトブリスを受けた際には、ピンクのテニスウェア姿になっている。
『ストV』ではデフォルトの衣装が赤いブレザーに変更され、『ZERO3』や『CFJ』の時より大人びた雰囲気になった。また『ZERO3』の頃と比べると高慢かつ高飛車な言動はあまりなく、性格も以前より丸くなっている。
かりんの瞳の色は茶色で描かれることが多いが、『ストV』では黄色の瞳になっている。

### かりんの関係者
柴崎（しばざき / しばさき）
声：田原アルノ（『ZERO3』ドラマCD版）、四宮豪（『ストV』）、マイク・デボニス（『ストV』英語ボイス）
かりんに従う執事。オールバックでメガネをかけた痩身の男性。漫画版では常にかりんの傍らで行動を共にするが、『ZERO3』ではかりんのエンディングデモや、コンシューマ移植の際に追加されたかりんの新ステージ（クィーン・オブ・ビクトリー号）で姿を見せる。
『ストV』ではかりんの登場デモとステージ「Kanzuki Estate」に登場し、キャラクターが転倒するとよろける。さらにかりんのストーリーモードではザンギエフが吹っ飛ばしたシャドルー下級兵士を片手で受け止めるなど、ある程度の実力がある。
名前の読みは『コミックゲーメスト』連載時および初期の単行本には記載されていなかったが、ドラマCD『ストリートファイターZERO3 ドラマアルバム』では「しばざき」で、ジャンプリミックス版『ストリートファイターII-2 さくらがんばる!』では「しばさき」と振り仮名が振られている。『ストV』では「しばざき」と発音される一方で、ゼネラルストーリーでは「SHIBASAKI」と表記されている。
身長は178cm。体重は75kg。血液型はA型。誕生日は5月7日。好きなものは紅茶と神月かりん。嫌いなものは汚い食べ方をする人。
石崎（いしざき）
かりんの世話役の太った男性。漫画版には登場しないゲームオリジナルキャラクター。『ZERO3』ではかりんの試合開始時や勝利時などで頻繁に登場。試合開始時に勝手に戦おうとしてかりんに自分のトレイを投げられて退場させられたり、かりんの勝利時に子犬に追いかけられたりするなど、間の抜けた面がある。学生時代は柔道部だった。料理が得意で得意料理は茶碗蒸し。バーディーと仲が良い。
『ストV』では「Kanzuki Estate」ステージ右端で試合を観戦する。「食事」の関連で、バーディーと仲が良い設定が加えられている。
身長は171cm。体重は98kg。血液型はO型。誕生日は6月21日。好きなものは天丼と味噌カツ。嫌いなものは運動。
神月大厳十郎（かんづき だいげんじゅうろう）
かりんの父であり、かりんの前の神月家当主。厳格な性格。『ストV』ではかりんによって失脚させられ、当主の座を奪い返そうと骨肉の争いを繰り広げている間柄。当初は漫画版のみ姿が登場し、ゲーム内では『CFJ』の同キャラクター戦時の勝利メッセージで彼の存在が示されるのみだったが、後に『ストV』の公式サイト「シャドルー格闘家研究所」の「キャラ図鑑」で個別プロフィールが紹介された。
身長は189cm。体重は102kg。血液型はB型。誕生日は1月1日。好きなものは妻、完全勝利。嫌いなものは敗北。
男児の誕生を望んでおり、かりんが産まれた時に一時落胆するも、男として育てると開き直り厳しい試練を与え続けている。このため、かりんは本来女性なら課せられない試練も受けているが、その全てにおいて大厳十郎を上回る完璧さでこなしており、才能は重々認められている。
神月蓮（かんづき れん）、神月蘭（かんづき らん）
神月家に仕えてきた17歳の双子の姉妹。漫画『THE KANZUKI〜万事において常に勝利者であるべし〜』（新声社版『RYU FINAL』および集英社ジャンプリミックス版『さくらがんばる!』に収録）に登場。所属部署がリストラ対象になった後は大厳十郎の養子となり、神月の姓を賭けかりんに勝負を挑む。
雛菊（ひなぎく）
声：桑原由気（『ストV』）、ボニー・ゴードン（『ストV』英語ボイス）
神月家に仕えるお庭番のくノ一。漫画版には登場しないゲームオリジナルキャラクター。『ストV』のゼネラルストーリーに登場し、ケンに伝言を伝える。
身長は161cm。体重は54kg。血液型はA型。誕生日は6月14日。好きなものは編み物、甘いもの、オカメインコ。嫌いなものはたまねぎ。
同人誌『GAMERATIONS』に掲載された中平正彦による描き下ろし漫画『The KANZUKI ZERO PLUS』では幼少期の雛菊が登場し、かりんとの出会いから御庭番衆見習いになるまでが描かれている。雛菊の師匠である激は、かりんの母の古い友人でもある。
彼女が所属する「神月家くのいち衆」は彼女の立場である情報伝達や屋敷警備の仕事をする下忍、約6000人程度が任務にあたっている中忍、神月流の体術を会得している上忍がある。外見は赤い忍装束で縦ロールが1本なのが下忍、下半身が銀色のタイツで縦ロールが2本なのが中忍、黒い水着のような服装で縦ロールが3本なのが上忍である。
同じく神月家に仕える御庭番衆、神月家忍者軍団も所属する。

## 神月流

### 神月を名乗る資格
神月家は東京23区内に位置し、敷地面積が約八十万平米を誇る。険しき山々や激流に囲まれた神月の敷地内へは空路の使用が一般的。唯一の陸路は神月家の正門のみで、正門の先には「神月の名を名乗る器かどうか」を試す試練が3つ用意されており、空、河、陸、三界の王者が阻んで待つ。「万事に置いて勝者であるべし」という神月家の家訓がありながらストリートファイトでさくらとケンに敗北し、かりんはこの試練を受けることとなった。
第壱の試練 天空の間
底の見えない巨大な穴に、ロープ1本のみがあり、渡りきる試練。ロープを渡ることは大抵の場合、造作の無いことだがその最中に「空の王」である巨大な怪鳥が襲い掛かってくる。かりんは自分に向かってくる巨大怪鳥を、ロープの反動を利用して飛び蹴りを打ち込んだ。
第弐の試練 瀑布の間
滝の近くの激流の中、「河の王」である巨大熊を倒す試練。激流に流されないよう、体を支えるために蹴り技は封じられ、素手のみで倒さなければならない。
かりんは「ケン・マスターズの豪拳に比べれば巨大熊など小虫の一刺にすら劣る」と言い、巨大熊のパンチをいともたやすく片手で払いのけると巨大熊の顔に向かって飛び込み、両肘と両膝で挟み込むように一撃で倒す。「格闘技をたしなむ者にとって〔熊殺し〕は基本」と言い放った。
最終試練 大草原の間
広い草原の中にいる、一匹の巨大な「百獣の王」ライオンを倒す試練。このライオンはアフリカのサバンナから直輸入したもの。かりんは何かしらの表情を見せてライオンを飼い猫のように手懐けた。

### 神月家の家訓
万事において常に勝利者であるべし
かつて戦国の時代は、戦で百名の首を取らなければ神月の名を名乗ることは許されなかった。
敗者に口なし
かりんが世田谷区で開いた格闘大会で、かりんと闘い腕をからめ捕られた男が降参をするが、かりんは「敗者に口なし」と言い放ち、とどめを刺した。
欲しいものは実力で手に入れる
『ストV』のゼネラルストーリーでラシードに言い放った一言。

### 神月流の奥義・儀式
神月流社会術奥義「さげすみの目」
顎に手を置き、蔑んだ目で相手を見る。神月を名乗る試練の第弐の試練が容易だと言い、大厳十郎に向けて放った。
当時15歳のかりんは、神月家自家用スペースシャトル・桜花八号に乗り込み大気圏外から地球を見下ろすことでこの奥義を修得したという。大厳十郎も修得している。
真・最終修行神月家究極奥義「麗しの瞳」
神月家に女として生まれたからには、世の殿方を最低5000人魅了しなければ家督を継ぐことはできないとされる。「さげすみの目」を会得したかりんは大厳十郎からこの奥義を極めることを課せられる。かりんの母・撫子は50046人の殿方を魅了したという。
猛牛五十の行
街の中を暴走する50頭の猛牛を相手にする修行。これを成し遂げた者は神月家に伝わる秘儀を継承する資格があるとされる。大厳十郎が挑戦した際には途中で失敗しているが、かりんは平然と成し遂げた。
神月流「宣戦の儀」
神月家の世継ぎが複数名誕生あるいは同姓を名乗る者を認めた場合取り行われる儀式である。すなわち、神月の姓をかかげる家を焼き払い唯一残った家を奪い合うというものである。「常勝」神月の姓が数百年を経た今も唯一無二を守れたのもこの儀式あってのこと。
しかし、この儀式は「「常勝」神月の姓を持つ敗者」を出すという矛盾が生まれるため、神月家は一子しかもうけていなかった。
リストラ対象になった部署である神月旧マーケティング部特殊任務課の蘭と蓮を大厳十郎が養子にとり、かりんと闘わせた。
神月流 縄果
「断崖絶壁中腹ニテ 互イノ縄ヲ切リ合イテ 雌雄ヲ決スベシ（神月家所蔵「決闘ノススメ百八選」より）」
断崖絶壁の中腹で体に縄を巻いてぶら下がり、互いの縄を切り合うという決闘。かりんと蘭は飛行機の上で戦った。
覇者の腕組み
「覇道を行く王者の風格で三千里離れた相手すら圧倒する」とされる術。神月家が命を懸けて追い求めた悲願の型。その場に居合わせたザンギエフ曰く、筋肉の律動のみで相手を圧倒させる技。
海千の儀
神月の子の誕生8歳を祝し行われる儀式。その内容は、アフリカ・喜望峰沖に徘徊する凶暴なホホジロザメの一群を単身で乗り込んで一蹴するというもの。『The KANZUKI ZERO PLUS』に登場。
神月流・寝技（しんぎ） 微睡ム戯レノ現シ（まどろムたわむレノあらわシ）
就寝中に寝首をかかれぬよう編み出された鉄壁の防御法にして究極の安眠法。相手のあらゆる行動や攻撃を徹底的に調査・分析・予測し「寝ていてもかわせる」レベルまで修練を積んだ結果身につけることが可能な技。『The KANZUKI ZERO PLUS』に登場。

## ゲーム上の特徴
一部の技からさらに別の様々な技に派生する、変幻自在の攻撃が特徴。必殺技の投げ技や、相手の攻撃に対するカウンター技を持ち、オールラウンドな戦いを得意とする。また、移動力が高い（『ZERO3』では全キャラクター中2番目）ため、自分の有利な距離を維持して戦える。

## 技の解説

### 通常技
技名は『ZERO3』時のもので、立ち状態の遠近およびジャンプ状態の垂斜の区別はない。
| 操作     | 立ち                           | しゃがみ               | ジャンプ               |
| -------- | ------------------------------ | ---------------------- | ---------------------- |
| 弱パンチ | 鉄菱（てつびし）               | 際止め（きわどめ）     | 掌底（しょうてい）     |
| 中パンチ | 貫手（ぬきて）                 | 脛砕き（すねくだき）   | 空鉄菱（くうてつびし） |
| 強パンチ | 繚乱花（りょうらんか）         | 鷹落とし（たかおとし） | 斜斬（しゃざん）       |
| 弱キック | 上段足刀（じょうだんそくとう） | 速蹴り（はやげり）     | 射抜き（いぬき）       |
| 中キック | 前蹴り（まえげり）             | 水面蹴り（みなもげり） | 跳び蹴り（とびげり）   |
| 強キック | 烈廻傘（れっかいさん）         | 鬼倒し（おにたおし）   | 天駆（てんく）         |

### Vシステム

#### Vトリガー
神月流 紅蓮の型（かんづきりゅう ぐれんのかた） [I]
手に炎を纏わせ、通常では使用できない数々の連撃が可能になる。中段、下段、裏回り、それぞれ派生技があり、戦闘スタイルが大幅に変わる。
紅蓮拳（ぐれんけん）
前進しながら左右の掌底を繰り出す。
紅蓮崩掌（ぐれんほうしょう）
「紅蓮拳」からの連係技で、掌底を叩きこむ。
紅蓮殲破（ぐれんせんは）
「紅蓮拳」からの連係技で、烈殲破を繰り出す。
紅蓮頂肘（ぐれんちょうちゅう）
「紅蓮拳」からの連係技で、肘打ちを繰り出す。
紅蓮崩肘（ぐれんほうちゅう）
「紅蓮頂肘」ヒット後に相手の背後に回り込み背中から体当たりをする。
紅蓮烈蹴（ぐれんれっしゅう）
「紅蓮頂肘」ヒット後に相手の頭を掴みながら倒立し、両膝で相手の顔を地面に叩きつける。
紅蓮禊（ぐれんくさび）
「紅蓮頂肘」ヒット後にしゃがみ強キックを繰り出す。
紅蓮虚歩（ぐれんきょほ）
「紅蓮拳」ヒット後に後ろへ下がる。
神月流 天破の型（かんづきりゅう てんはのかた） [II]
当て身技の「夜叉返し」が使用可能になる。
夜叉返し・天
挑頂（両腕を上下に開いての攻撃）で相手を打ち返す。上段、中段攻撃を受けた時はこの技になる。
夜叉返し・地
斜め下に強力な掌低を打ち込む。相手は膝崩れダウンする。下段攻撃を受けた時はこの技になる。

#### Vスキル
明王拳（みょうおうけん）[I]
震脚を踏み掌底を放つ。ボタンホールドで技のリーチと威力が変化し、飛び道具を打ち消すこともできる。
不動双掌（ふどうそうしょう）[II]
両手で掌底を放つ。ボタンホールドで技のリーチと威力が変化し、飛び道具を打ち消すこともできる。
クラッシュカウンターに対応している他、最大溜め版のヒット時は必殺技でキャンセル可能。

#### Vリバーサル
夜叉返し（やしゃがえし）
『ストV』でのVリバーサル。挑頂（両腕を上下に開いての攻撃）で相手を打ち返す。
烈尖頂（れっせんちょう）
『ストリートファイターV アーケードエディション』（以下『ストV AE』）以降でのVリバーサル。前方への肘打ちで反撃する。

### 通常投げ
社崩し（やしろくずし） / 浴びせ社崩し（あびせ - ）
『ZERO3』と『CFJ』で使用。前者は地上投げで、後者は空中投げ。なお『ストV』では空中投げは使用不可。
焔投げ（ほむらなげ）
『ZERO3』と『CFJ』で使用する掴み技。相手を掴み連続で膝蹴りをカマす。
破城槌（はじょうつい）
『ストV』から実装。相手を掴むと背中から体当たりをする。
荒熊いなし（あらくまいなし）
『ZERO3』などではコマンド投げだったが、『ストV』にて通常投げになった。
合気の要領で後方へ投げ捨てる技。必殺技版とは違い、最初に膝蹴りを入れない。

### 特殊技
旋風刈り（つむじがり）
外回しで相手に放つ蹴り。
空蓮華（くうれんげ）
『ストV AE』から実装。空中で中パンチから強パンチにつなぐターゲットコンボ。

### 必殺技
無尽脚（むじんきゃく）
前進しつつ左右の脚で蹴り上げる2段技。ヒット後は浮いた相手に追撃可能。
烈殲破（れっせんは）
身体を横に捻りつつ両手を拡げ跳び上がり、降下時にその腕で弧を描くように叩き伏せる技。
EX版は斜めに飛び上がりながら発動し、最後は相手を地面に叩き落す「皇王拳」となる。
殲破楔（せんはくさび）
『ストV』で実装。「烈殲破」ヒット後に下段の蹴りを放つ。
殲破烈蹴（せんはれっしゅう）
『ストV』で実装。「烈殲破」ヒット後に相手の頭を掴みながら倒立し、両膝で相手の顔を地面に叩きつける。
荒熊いなし（あらくまいなし）
コマンド投げ。相手を掴みムエタイ式の膝蹴りを入れ、合気の要領で後方へ投げ捨てる技。
『ストV』では通常投げとなった。
神月流歩行術 刹歩（かんづきりゅうほこうじゅつ せっぽ）
『ストV』で実装。横倒れするようにして相手に高速で近づく。
天狐（てんこ）
『ストV』で実装。片腕を振り上げ相手を浮かせる技であり、2回まで追撃ができる。
大蛇（おろち）
『ストV』で実装。その場で鉄山靠（背中による体当たり）を放つ。
以下の技は『ZERO3』にて、技名が斜線を挟んで2種類（以上）書かれている場合は斜線の前がその技単独での名称、後が「紅蓮拳」「紅蓮拳・改」からの派生で出した場合の名称。『ストV』にて後者一連の挙動がVトリガー[I]に集約再編された。
紅蓮拳（ぐれんけん）
前進しながら左右の掌底を繰り出す技。追加入力により3連発する。途中で別の連係に繋ぐことができる。
紅蓮拳・改（ぐれんけん かい）
『CFJ』で追加された、前進しながら左右の拳を繰り出す技。「紅蓮拳」同様に追加入力で技が派生する。
「紅蓮拳」よりもコマンドが長いが、その分性能は高い。
紅蓮楔（ぐれんくさび）
「紅蓮拳」「紅蓮拳・改」の途中から派生させられるスライディングキック。派生専用の技で単独では出せない。
崩掌（ほうしょう） / 紅蓮崩掌（ぐれんほうしょう）
身体を踏み出しながら、掌底を打ち込む。「紅蓮拳」の最後の一打にも使われる。
烈尖頂（れっせんちょう）、烈尖頂肘（れっせんちょうちゅう） / 紅蓮頂肘（ぐれんちょうちゅう）
前進しながらの肘打ち。追加入力により2発目の肘打ち「烈尖頂肘」が出せる。
烈殲破（れっせんは） / 紅蓮殲破（ぐれんせんは）
中段属性で、しゃがみガードでは防げない。
無尽脚（むじんきゃく） / 紅蓮無尽脚（ぐれんむじんきゃく）
『ストV』では後者は削除された。
夜叉返し（やしゃがえし） / 紅蓮夜叉（ぐれんやしゃ）
上半身を引きながら構えて、相手の打撃を受止め反撃する技。上段と下段の構えがあり、敵の攻撃にあわせて使い分ける。
『ストV』ではVリバーサル、『ストV AE』ではVトリガー[II]になった。

### スーパーコンボ
神月流 神扉開闢（かんづきりゅう しんぴかいびゃく）
前進しながら左右の掌底の連打を叩き込む。基本的には段数の多い「紅蓮拳」で、レベル1とレベル3のフィニッシュは「崩掌」になり、レベル2で出すと「無尽脚」になる。
『ZERO3』でプレイヤーがX-ISMを選んだ場合のスーパーコンボはこれである。
神月流 皇王拳（かんづきりゅう こうおうけん）
「烈殲破」の体勢で、回転しながら上昇する対空技。
『ZERO3』のCPUかりんはX-ISMでもこの技を使ってくる。

### クリティカルアーツ
神月流 覇道六式 覇者の型（かんづきりゅう はどうろくしき はしゃのかた）
肘打ち、ボディブロー、飛び膝蹴りの連撃を繰り出し、相手を思い切りいなして高速回転させ強力な一撃を放つ。

### その他の技
神月流歩行術（かんづきりゅうほこうじゅつ）
両足を足場に一寸三尺突き刺すことにより、足場を安定させ壁面などを歩くことができる。『THE KANZUKI -万事において常に勝者たるべし-』で使用。
『NAMCO x CAPCOM』でも使用しているが、一回の移動距離を伸ばすコマンドスキルになっている。
『ストV』では内容は違うが前述の必殺技「- 刹歩」として初実装。

## 声優
- 山田美穂（『ZERO3』、『CAPCOM FIGHTING Jam』、『NAMCO x CAPCOM』）
- 遠藤綾（『ストV』、『グランブルーファンタジー』）
- ローレン・ランダ（『ストV』英語ボイス）

## その他
- 『ZERO3』のさくらのCPU出現テーブルのパターンは特殊なものになっており、1人目 - 4人目の間で必ずかりんが登場するようになっている。
- 『ZERO3』をかりんでプレイすると、さくらは9人目のイベントキャラクターとして登場する。かりんにとってさくらが最大の目標であり、最終ボスのベガに対しては「誰だか知らないが、挑まれたから受けただけ」とぞんざいに扱っている（神月家に脅迫を行ってきたシャドルーの総帥と知っても「ただの下衆」止まりだった）。
- 「神月財閥とマスターズ財閥はどちらがお金持ちか?」という質問に対し、『ZERO3』開発スタッフは「人工衛星を持っていたりするので、神月財閥のほうに分がある」と答えている[2]。